# La Sonrisa de Julia
La Sonrisa de Julia es un grupo musical español formado originariamente por cuatro amigos de distintas partes de España, que coincidieron en la Escuela de Música Creativa de Zamora.

## Trayectoria
La idea de formar el grupo surge del vocalista, guitarrista y compositor Marcos Casal Cao, después de su llegada a la capital. Allí conoció a Diego Rojo y Curro Moral, bajo y piano respectivamente, empezando a moverse con algunas maquetas. Posteriormente se incorporó al grupo el batería Raúl Delgado, completándose así la formación vigente en los dos primeros trabajos de la banda, a la que se ha unido el guitarrista y teclista Víctor Antón, primero como músico de apoyo y después como miembro de la banda.
A partir de aquí emprenden un duro camino por el mundo musical que al final tendría su recompensa. En marzo de 2003 se presentan al certamen musical Rock Villa de Madrid junto con otros 175 grupos de España donde salen vencedores. Un mes después reciben una propuesta del Ayuntamiento de Madrid para representar a la música española durante una semana por Rumanía junto con bandas de todas las partes del mundo. La aportación económica del concurso y de la semana por Rumanía les sirvió para aumentar su repertorio y seguir ensayando, y en verano de ese mismo 2003 son invitados por los directores de la película La fiesta para producir su banda sonora. Pero llegaron malos tiempos y el dinero se les acabó. La ruptura del grupo se veía venir hasta que Marcos, después de un concierto de Travis el 21 de noviembre de 2003 en la sala La Riviera de Madrid, se planteó seriamente la grabación de un disco. En marzo de 2004 entran a estudios a grabar lo que sería su primer álbum, Caminos diferentes. Más adelante reciben la noticia de que el director de Get-in, Iñigo Argomaniz, está interesado en representarlos. Era un orgullo para ellos el tener como representante a la persona que apostó por talentos como Duncan Dhu, La Oreja de Van Gogh o Álex Ubago entre otros artistas. En octubre de 2004 salió a la venta el primer trabajo de La Sonrisa de Julia, Caminos diferentes, del que se han vendido hasta la fecha casi 20.000 copias, realizando, a la par, una intensa gira de conciertos por el territorio español. A finales de 2005 se vuelven a meter en los estudios a grabar su segundo álbum, Volver a empezar, formando a las pocas fechas parte de una multinacional del prestigio de Universal Music, que los ficha en febrero de 2006. Con este trabajo consolidan su posición en el movimiento indie español, aportando la calidad y profundidad de sus composiciones al mismo, sin llegar a tener la comercialización ni repercusión de las bandas españolas más conocidas, pero siendo reconocidos por el entorno musical español como una de las mejores bandas del momento.
Después de una gira no tan prolífica en conciertos, de la marcha del grupo del teclista Curro Moral, y de una fase de espera para la producción de su tercer álbum, son ellos mismos los que deciden, ya como trío, producir sus propios tema, decisión que refrenda su discográfica. El 23 de septiembre de 2008 La Sonrisa de Julia saca al mercado su tercer disco Bipolar del que seleccionan como primer sencillo su tema Libres. El trabajo, que cuenta con once temas inéditos, ha contado con la colaboración de Iván Ferreiro en el tema "Euforia". Este nuevo trabajo marca un punto de inflexión en La Sonrisa de Julia hacia un sonido mucho más enérgico y contundente del que nos tenían acostumbrados. 
En 2011, después del abandono de Diego Rojo del grupo, y la llegada de un nuevo bajista al mismo, saca su cuarto álbum titulado "El hombre que olvidó su nombre", y da conciertos en diferentes lugares de España, como en Santander, en el Conservatorio Jesús de Monasterio. En el verano de 2011 el grupo realiza su primer concierto por Internet en directo, a través de la plataforma de conciertos en línea eMe.
Durante 2012 realizan conciertos por toda la geografía española tanto acústicos como electrónicos, acompañados de Curro Moral como teclista de nuevo.
El 12 de marzo de 2013 sacan un nuevo disco titulado "El viaje del sonámbulo" grabado en los estudios de Paco Loco en el Puerto de Santa María.
En este trabajo hace su aparición el cántabro Mario de Inocencio como nuevo integrante del grupo a cargo de la guitarra eléctrica aportando a las canciones un toque más rock.
Junto a este nuevo disco prepararon una gira por toda la península para presentar sus nuevas canciones y repasar algunos de sus éxitos. Participan en iniciativas como LiveTheRoof en Sevilla y Málaga para realizar conciertos al aire libre en azoteas. Participan en la gira Marcos, Raul y Mario como nuevo equipo. Desafortunadamente, tras esta gira la banda se separa para perseguir otros proyectos y por circunstancias personales.
En 2018, los componentes originales de la banda (Marcos, Raúl y Curro) se vuelven a juntar, y con ayuda de Guillermo (nuevo guitarrista) graban su disco "Maratón". Esto les lleva de gira por toda España durante el 2019 presentando sus nuevos temas y reinterpretando canciones de discos antiguos.

## Discografía
- Caminos diferentes, (2004):

1. Llevo tu voz.
2. Sonrisas de papel.
3. Caminos diferentes.
4. El bufón.
5. Todo menos tú.
6. Nada más.
7. El tiempo.
8. Nubes.
9. La paz.
10. No hay razones.
11. Marescultura.
12. La sonrisa de Juliette.
13. Caminos diferentes (Low temp).

- Volver a empezar, (2006):

1. El tren.
2. Dentro.
3. ¿Dónde está mi vida?
4. El instante.
5. La herida.
6. Grito.
7. Siempre.
8. Soñar despiertos.
9. ¡Corre!
10. África.
11. Volver a empezar.

- Bipolar, (2008):

1. ¿Dónde estás tú?
2. Libres.
3. La función.
4. Euforia (con Iván Ferreiro).
5. Bipolar.
6. Luces de neón.
7. Sin perdón.
8. Entre tú y yo.
9. Amor.
10. Dentro de ti.
11. Mi ventana al mar.

- El hombre que olvidó su nombre (2011):

1. Puedo.
2. El hombre que olvidó su nombre.
3. Ábreme.
4. Loco.
5. Náufrago.
6. Intimidad.
7. Negro.
8. Mundoalrevés.
9. América.
10. Hay alguien más ahí.

- El viaje del sonámbulo (2013):

1. El viaje del sonámbulo.
2. Mitos.
3. Déjà vu.
4. Despertar.
5. Muévelo.
6. Tormentas.
7. El error más bello.
8. Nadie lo sabe.
9. Errante.
10. Sigues llegando.

- Maratón (2018):

1. Merece la pena.
2. Maratón.
3. Me gustas tú.
4. Error de cálculo.
5. Arroyo claro.
6. Jaque mate.
7. Pájaros.
8. La fiesta del delirio.
9. Sólo nos queda bailar.
10. Alma de fuego.